# لیدیا کویوندا
لیدیا کویوندا (انگلیسی: Lydia Koyonda؛ زادهٔ ۲۹ مهٔ ۱۹۷۴) بازیکن فوتبال اهل نیجریه است.
وی همچنین در تیم ملی فوتبال زنان نیجریه بازی کرده‌است.